# Андре Глюксман
Андре Глюксман (фр. André Glucksmann; 19 червня 1937, Булонь-Біянкур, Франція — 10 листопада 2015, Париж) — французький філософ, політолог, публіцист. Він зараховується до нових французьких філософів разом з Бернардом-Анрі Леві та Аленом Фінкілкратом. Він є одним з головних членів у групі нових французьких філософів, який представляє анти-тоталітарні погляди, і тих, хто "порвав" з Марксом, Ніцше і Гегелем.

## З біографії
Глюксман почав свою марксистську кар'єру, але продовжував відмовляти комунізму у популярній книзі «La Cuisinière et le Mangeur d'Hommes» (1975), а потім став відвертим критиком Радянського Союзу та пострадянської російської зовнішньої політики. Він був сильним прихильником прав людини. В останні роки він виступає проти твердження, що ісламський тероризм є результатом зіткнення цивілізацій між Ісламом і Заходом.
Закінчив інститут Еколь-Нормаль (Париж). Був учасником студентської революції у Франції 1968 року. Підтримував дисидентські рухи в СРСР та країнах Східної Європи. У 2000 р. відвідав Чечню.
Відвідував Україну, в тому числі виступав в інституті філософії НАН України.
Андре Глюксман заперечує, що розпад Радянського Союзу можна назвати найбільшою катастрофою XX століття, і наголошує, що Європі потрібно звернути увагу на юридичний, економічний нігілізм Росії й не тішити себе надією колонізувати чи модернізувати цю країну, керівники якої після 70 років комуністичного правління стали справжніми циніками. Філософ приковує увагу і критику до того, чому в Європі не бачать Україну в системі колективної безпеки та чому Україні потрібно надати План дій щодо членства в НАТО. Андре приковує увагу щодо того, як діяти Україні, коли з одного боку їй протистоїть агресивна Росія, а з другого — ситий і байдужий Захід і чи не «задушить» себе російським газом Європа. Також він вважав, що демократична Україна є небезпечною для автократії в Росії.

## Праці і твори
- Une rage d'enfant (2006)
- Le Discours de la haine (octobre 2004)
- Ouest contre Ouest (août 2003)
- Descartes c'est la France (octobre 1987)
- Dostoïevski à Manhattan (janvier 2002)
- La Troisième Mort de Dieu (mars 2000)
- Cynisme et passion (janvier 1999)
- Le Bien et le mal (septembre 1997)
- De Gaulle où es-tu ? (mars 1995)
- La Fêlure du monde (décembre 1993)
- Le XIe commandement (janvier 1992)
- Silence, on tue (octobre 1986) avec Thierry Wolton
- L'Esprit post-totalitaire, précédé de Devant le bien et le mal (mai 1986) avec Petr Fidelus
- La Bêtise (mars 1985)
- La Force du vertige (novembre 1983)
- Cynisme et passion (octobre 1981)
- Les Maîtres penseurs (mars 1977)
- La Cuisinière et le Mangeur d'Hommes, réflexions sur L'état, le marxisme et les camps de concentration (1975) («Кухня і харчування людей, роздуми про державу, марксизм і концтабір»)
- Discours de la guerre, théorie et stratégie (1967)
- Глюксманн, А. Философия ненависти. — М.: АСТ, 2006. ISBN 5-17-034077-X, ISBN 5-9713-1037-2, ISBN 5-9578-3097-6

## Статті
- Tchétchénie, briser le silence, Le Monde, 21 mars 2006.
- Un Pearl-Harbor moral [Архівовано 4 жовтня 2007 у Wayback Machine.], Le Monde, 12/12/1991. (sur les Balkans)
- Choc des civilisations ? Non: des philosophies [Архівовано 22 січня 2007 у Wayback Machine.] Le Monde, 03/03/2006 (sur l'affaire des caricatures)
- André Glucksmann, mauvais avocat d'une cause juste  Oulala.net, 15/05/2004 (article critique sur les prises de position d'André Glucksmann)
- La revue Le Meilleur des Mondes auquel appartient André Glucksmann publie une partie de ses prises de positions]